# Ana María Simo
Pour les articles homonymes, voir Simo (homonymie).
Ana María Simo est une dramaturge et essayiste lesbienne américaine d'origine cubaine.

## Biographie
Ana María Simo a 18 ans quand son premier livre de nouvelles, Las fábulas, est publié à La Havane par les Ediciones El Puente, un projet littéraire indépendant de jeunes écrivains (1961-1965) dont elle est la codirectrice.
Après la vague de répression homophobe qui détruit le groupe, elle émigre en France en décembre 1967 et participe aux événements de mai 68. Elle suit des études de sociologie à l’Université de Vincennes. En 1972, elle s'installe à New York et commence à apprendre le métier de dramaturge,.
Ses pièces sont présentées dans plusieurs théâtres Off-Broadway et Off-Off-Broadway parmi lesquels P.S. 122, Theater for the New City, INTAR (Centre des Arts Hispaniques Américain), le Latino Festival du Festival de Shakespeare de New York, Duo Théâtre et le Café WOW.
Stephen Holden (New York Times) qualifie sa pièce Going to New England (1990, INTAR) de très bonne étude de la « claustrophobie physique et émotionnelle » des traditions hispaniques en particulier le machisme, le catholicisme et les tabous érotiques. Les thèmes de l'assimilation, du langage, de la mémoire, de l'histoire, la honte et l'absolution l'attirent surtout.
Elle est également militante lesbienne, au sein des Gouines rouges, du MLF, et du FHAR en France. À New York, elle est la cofondatrice du théâtre lesbien Medusa's Revenge. 
En 1992, elle co-fonde avec Sarah Schulman, Maxine Wolfe, Anne-Christine d'Adesky, Marie Honan et Anne Maguire, le collectif Lesbian Avengers, qu'elles présentent comme « un groupe d'action axé sur des questions vitales pour la survie et la visibilité des lesbiennes, ». Le collectif est à l'origine de la première Dyke March (marche gouine).  Elle est aussi à l'origine de Dyke TV et The Gully online magazine. 
Elle habite à Paris et New York.

## Œuvres

### Pièces
- Exiles
- What Do You See?
- Pickaxe
- Alma
- Penguins
- The Bad Play
- Going to New England
- Ted and Edna
- The Opium War
- Without Qualities

### Fiction
- Las fábulas (nouvelles)
- How to Kill Her (nouvelle)
- Heartland (roman)

### Film
- How to Kill Her avec Ela Troyano (film, court métrage)

### Radio
- The Table of Liquid Measures (radio)